# 导报 (无锡)
《导报》，创刊于1947年4月7日，是中华民国时期江苏省无锡县的一个地方报纸。

## 沿革
1947年2月间，《大锡报》总编辑华耀麟因故离去，姚冬声派来了三青团的骨干主持笔政。华耀麟改与李元凯合作，于1947年4月7日创刊《导报》，地点为城中书院弄口。1948年初，李元凯返回云南，报纸由《江苏民报》总经理蒋宪基接管担任社长，华耀麟担任副社长。解放军攻占无锡前夕，1949年4月22日报纸休刊。